# ژوزف میراندو
ژوزف میراندو (فرانسوی: Joseph Mirando‎؛ زادهٔ ۲۲ مهٔ ۱۹۳۱) دوچرخه‌سوار اهل فرانسه است.